# Stadion Buschallee
Das Stadion Buschallee ist eine Sportstätte im Berliner Ortsteil Weißensee des Bezirks Pankow. Die Anlage dient u. a. als Heimspielstätte für den Fußballverein Weißenseer FC sowie den Rugbyverein Rugbyklub 03 Berlin.

## Lage, Ausstattung und Nutzung
Die Sportanlage befindet sich im Osten Weißensees nahe der Ortsgrenze zu Alt-Hohenschönhausen und wird im Norden bzw. Westen durch die Hansastraße, im Osten durch das Naturschutzgebiet Fauler See sowie im Süden durch die Buschallee begrenzt.
Das rund 15,6 Hektar große Gelände umfasst neben dem eigentlichen Stadion sowie dessen Nebenplätzen noch das Tennisstadion Buschallee und den Sporthallenkomplex Hansastraße. Es gibt neben dem Hauptstadion noch vier weitere Großfelder (jeweils zwei davon mit Kunstrasen- und Rasenbelag), zwei Kleinfelder (Kunstrasen), sieben Tennisfelder, diverse Leichtathletikanlagen (u. a. eine 400-Meter-Laufbahn) sowie zwei Sporthallen. Das Hauptstadion hat ein Fassungsvermögen von 2400 Steh- sowie 600 Sitzplätzen.
Neben den bereits genannten Vereinen nutzen auch die Leichtathleten des Weißenseer SV Rot-Weiß sowie des SV Preußen Berlin, die Tennisspieler des TC Berlin-Weißensee und die Angelsportler des Deutschen Anglerverbands die Anlage. Außerdem dienen die Nebenplätze zahlreichen Freizeitfußballspielern als Spielstätte.

## Geschichte
Am Anfang der 1920er Jahre wurde im Rahmen von Arbeitsbeschaffungsmaßnahmen an der heutigen Buschallee in Berlin-Weißensee der Volkspark Fauler See angelegt, zu dem auch ein Fußball- und Leichtathletikstadion gehörte. Das Stadion wurde am 25. August 1923 mit einem Fußballspiel zwischen dem Weißenseer FC und Wacker 04 Berlin eingeweiht. Am 6. Juni 1937 besiegte im Stadion an der Buschallee der damalige Berliner Meister Hertha BSC vor 8000 Zuschauern eine Auswahl des Bezirks Weißensee mit 7:0. Ab der Saison 1937/38 war das Stadion, damals noch unter der Bezeichnung Kampfbahn am Faulen See, feste Heimstätte des Weißenseer FC.
Am 27. Mai 1945 wurden im Stadion an der Buschallee sowie im Stadion Lichtenberg die ersten beiden Fußballspiele in Berlin nach dem Zweiten Weltkrieg ausgetragen. Hauptnutzer des Stadions waren zunächst die Fußballer der SG Weißensee, aus der 1949 der ASV Weißensee, 1953 Blau-Weiß Weißensee und schließlich 1956 die BSG Einheit Weißensee wurde.
Der Hohenschönhausener SC nutze in dieser Zeit ebenfalls das Stadion. HSC gehörte zu den Gründungsmitgliedern der DDR-Liga. Das Stadion war deshalb damals Spielort der zweithöchsten Fußballliga der DDR. Das Stadion war Spielstätte des Hohenschönhauser SC in der Liga in den Spielzeiten 1950/51, 1951/52 und 1955/56.
Für die 3. Weltfestspiele der Jugend und Studenten im August 1951 wurde das Stadion renoviert und mit Sitzbänken ausgestattet. Im Stadion wurden im Rahmen der Weltfestspiele die Fußballspiele zwischen Rumänien und Polen sowie zwischen Polen und Italien ausgetragen.
Das Stadion erhielt 1956 als erstes Stadion in Ost-Berlin und als eines der ersten Stadien in Deutschland überhaupt eine Flutlichtanlage. Im November 1956 bestritt der SC Dynamo Berlin hier vor 2000 Zuschauern sein FDGB-Pokal-Heimspiel gegen die BSG Fortschritt Meerane.

## Aktuelles
Im Sommer 2007 startete der RK 03 Berlin mit den Planungen zum Ausbau von zwei Nebenplätzen der Anlage. Diese sollten einerseits zu einem Doppel-Rasenplatz zusammengefasst und anderseits mit einer Flutlichtanlage ausgestattet werden. Jedoch verzögerte sich zunächst das Bauvorhaben aufgrund der notwendigen Zustimmung seitens der Berliner Behörden. Im Januar 2009 wurde schließlich dem Antrag des Vereins stattgegeben, sodass mit den Bauarbeiten begonnen wurde. Am 16. Mai 2010 wurde der Platz mit der Partie gegen den Berliner Rugby Club feierlich neueröffnet.